# 근위수발총병연대
근위수발총병연대(독일어: Garde-Füsilier-Regiment)는 프로이센 육군의 한 연대다. 베를린에 주둔한 근위군단에 속했다. 국왕 근위부대라는 고상한 성격상 소속 장교들은 대부분 귀족 출신이었다. 독일 제국 당시에는 노이에 바헤 경비부대가 이 연대 소속이었다.
1826년 근위예비보병(향토방위)연대(독일어: Garde-Reserve-Infanterie (Landwehr) Regiment)라는 이름으로 처음 편성되었다. 1851년 근위예비보병연대(독일어: Garde-Reserve-Infanterie-Regiment)로 개명하고, 1860년 근위수발총병연대라고 개명했다. 연대 본부와 제1대대는 포츠담에, 제2대대는 스판다우에 주둔했다. 1851년에서 1918년 사이에 연대 전체가 베를린의 마이케퍼 병영으로 주둔지를 옮겼다.
1866년 보오전쟁 당시 쾨니힌호프 전투와 쾨니히그레츠 전투에 참여했다. 1870-1871년 보불전쟁 때는 그라벨로테 전투, 스당 전투, 파리 공방전에 참여했다.
제1차 세계 대전이 발발하자 동원령에 따라 교도보병연대와 함께 제6근위보병여단을 이루어 제3근위사단에 속했다. 이후 전쟁이 끝날 때까지 소속을 유지했다. 수발총병연대는 중립국인 벨기에를 침공하는 데 참여했고 이후 나뮈르를 함락시킨 뒤 동부전선으로 이동하여 제1차 마수리아 호 전투를 치렀다. 브셰지니에서 극심한 피해를 입어 1개 대대 규모만 살아남았다. 동년 12월 1일 2개 대대 6개 중대로 재편성되었고 12월 22일 12개 중대가 되었다. 1915년 1월 수발총병연대 제3대대가 재편성되어 이후 연대는 그달 말을 카르파티아에서 보냈다. 이후 몇 달 동안 츠비닌 참호전에 참여하여 4월에 능선을 점거했다. 1916년 4월 서부전선으로 돌아와 샹파뉴에서 참호전을 치르고 솜 전투에 참여했다. 1916년 9월에서 11월 사이 잠시 동부전선에 갔다가 다시 서부전선으로 와서 로렌 일대에서 참호전을 수행했다. 1916년 12월 제2, 3기관총중대가 합류해 병력이 증강되었다. 1917년 아라스, 파스샹달, 캉브레 전투들에 참여했다. 1918년 초 독일군의 마지막 발악인 춘계 공세에서 수발총병연대는 극심한 피해를 입어 2개 대대 6개 중대밖에 남지 않았다. 4월 5일 3개 대대로 재편되고 1918년 9월 14일에는 1개 지뢰발사기중대가 합류했다.
전쟁이 끝나자 근위수발총병연대는 1918년 12월 14일 동원이 중지되고 베를린에서 해산되었다. 근위수발총병연대원 일부는 2개 자유군단을 이루어 이후 국가방위군에 합류했다.

## 역대 연대장
1. 카를 아우구스트 폰 에제베크 대령: 1826년-1829년 3월 29일
2. 에른스트 루트비히 오토 폰 치텐 중령: 1829년 3월 30일-1832년 3월 29일
3. 알렉산더 폰 크노벨슈도르프 대령: 1832년 3월 30일-1838년 3월 29일
4. 아우구스트 알렉산더 폰 쳉게 대령: 1838년 3월 30일-1841년
5. 빌헬름 폰 되링 중령: 1841년 12월 14일-1842년 4월 25일
6. 빌헬름 폰 되링 대령: 1842년 4월 26일-1848년 7월 12일
7. 에두아르트 폰 슐리흐팅 대령: 1848년 7월 13일-1850년 5월 31일
8. 구스타프 폰 데어 슐렌부르크알텐하우젠 대령: 1850년 10월 3일-1855년 5월 9일
9. 오이겐 폰 르블랑 소빌 대령: 1855년 5월 10일-1858년 5월 21일
10. 루트비히 폰 뢰벤펠트 중령: 1858년 5월 22일-1859년 4월 14일
11. 루트비히 폰 뢰벤펠트 대령: 1859년 4월 15일-1863년 3월 6일
12. 후고 폰 오베르니츠 대령: 1863년 3월 7일-1866년 5월 19일
13. 베른하르트 프란츠 빌헬름 폰 베르더 대령: 1866년 5월 20일-1866년 9월 16일
14. 베른하르트 프란츠 빌헬름 폰 베르더 대령: 1866년 9월 17일-1869년 11월 6일
15. 피크토어 폰 에르케르트 대령: 1869년 11월 7일-1870년 8월 18일
16. 오토 프리드리히 빌헬름 폼 팝슈타인 대령: 1870년 8월 21일-1875년 3월 12일
17. 하인리히 빌헬름 폰 자노프 대령: 1875년 3월 13일-1878년 1월 17일
18. 아르투어 폰 라트레 대령: 1878년 1월 18일-1881년 4월 11일
19. 헤르만 폰 슈튈프나겔 중령: 1881년 5월 12일-1882년 11월 12일
20. 헤르만 폰 슈튈프나겔 대령: 1882년 11월 13일-1887년 5월 25일
21. 헤르만 블레켄 폰 슈멜링 대령: 1887년 5월 26일-1889년 3월 21일
22. 아돌프 폰 켈러 ??: 1889년 3월 22일-1892년 7월 27일
23. 막스 폰 크로지크 대령: 1892년 7월 28일-1896년 5월 29일
24. 레무스 폰 보이어슈 대령: 1896년 5월 30일-1897년 8월 31일
25. 디트리히 폰 휠젠헤젤러 대령: 1897년 9월 1일-1899년 3월 24일
26. 쿠르트 하인리히 빌헬름 폰 크노벨슈도르프 대령: 1899년 3월 25일-1901년
27. 호이어 폰 로텐하임 대령: 1901년-1904년 5월 30일
28. 마그누스 폰 에베르하르트 대령: 1904년 5월 31일-1907년 4월 4일
29. ?? 폰 보닌 대령: 1907년 4월 5일-1911년
30. ?? 폰 하머슈타인에쿠아르트 대령: 1911년-1913년
31. 에른스트 아르민 폰 노스티츠 대령: 1913년 1월 3일-1914년
32. 카를 폰 데어 슐렌부르크볼프스부르크 대령: 1914년 9월 30일-1918년 2월 21일

## 참고 문헌
- Jürgen Kraus: Handbuch der Verbände und Truppen des deutschen Heeres 1914-1918th Teil VI: Infanterie. Vol. 1: Infanterie-Regimenter. Verlag Militaria. Vienna, 2007, ISBN 978-3-902526-14-4, p. 27
- von der Mülbe: Das Garde-Füsilier-Regiment. Zweite Auflage. Verlag R. Eisenschmidt. Berlin 1901.
- Carl H. von der Schulenburg-Wolfsburg: Geschichte des Garde-Füsilier-Regiments. Erinnerungsblätter deutscher Regimenter (preuß. Anteil, Band 157). Oldenburg. Stalling. 1926.